# 비스타비전

로고타입

비스타비전(VistaVision)은 고해상도의 와이드스크린 형태의 35 mm 영화 필름 포맷으로, 1954년에 미국 파라마운트 픽처스의 엔지니어들이 개발하였다.
2롤분의 네가사이즈로 촬영한 것을 그대로 1롤분으로 축소 프린트하여 대형 스크린 영사에 적합한 선명도(鮮明度) 좋은 화면을 얻을 수 있도록 만든 것이다. 영사에 에너머퍼틱 렌즈가 필요 없으며 화면의 가로 세로의 비는 1.85대 1 내지 1.66대 1이다. 요새는 사용되지 않으나 표준 사이즈의 네가의 상하를 잘라서 영사하는 이른바 와이드 스크린 영사법을 답습하고 있다(표준 필름의 와이드 영사는 1.66대 1이 보통이다).